# 1524
Відродження •  Реформація •  Доба великих географічних відкриттів •  Ганза •  Імперія інків

## Геополітична ситуація
Османську державу очолює Сулейман I Пишний (до 1566). Римським королем є Карл V Габсбург (до 1555). У Франції королює Франциск I (до 1547).
Середню частину Апеннінського півострова займає Папська область. Неаполітанське королівство на півдні захопила Іспанія. Могутніми державними утвореннями півночі є Венеційська республіка, Флорентійська республіка, Генуезька республіка та герцогство Міланське.
Іспанським королівством править Карл I (до 1555). В Португалії королює Жуан III Благочестивий (до 1557).
Генріх VIII є королем Англії (до 1547), королем Данії та Норвегії є Фредерік I (до 1533), королем Швеції — Густав I Ваза (до 1560). Королем Угорщини та Богемії є Людвік II Ягеллончик (до 1526). У Польщі королює Сигізмунд I Старий (до 1548), він же залишається князем Великого князівства Литовського.
Галичина входить до складу Польщі. Волинь належить Великому князівству Литовському. Московське князівство очолює Василій III (до 1533).
На заході євразійських степів існують Казанське ханство, Кримське ханство, Астраханське ханство, Ногайська орда. Єгипет захопили турки. Шахом Ірану є сефевід Тахмасп I.
У Китаї править династія Мін. Значними державами Індостану є Делійський султанат, Бахмані, Віджаянагара. В Японії триває період Муроматі.
Іспанці захопили Мексику. В Імперії інків править Уайна Капак (до 1525).

## Події

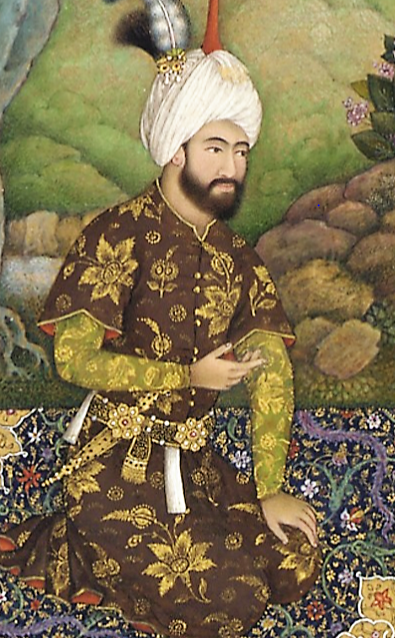
Шах Ірану Тахмасп I

- Кримське ханство очолив призначений турецьким султаном Саадет I Ґерай.
- Реформація:
  - Початок Селянської війни у Німеччині.
  - Мартін Лютер запровадив чорну сутану для пасторів.
  - Олаус Петрі, призначений секретарем Стокгольма, розпочав запровадження лютеранства в Швеції.
- Продовжується Шоста італійська війна.
  - Іспанці завдали важкої поразки французам у битві на річці Сесія.
  - Карл III де Бурбон на службі в імператора Карла V захопив більшу частину Провансу і взяв в облогу Марсель, але змушений був відступити.
  - Французькі війська на чолі з королем Франциском I взяли в облогу Павію.
- Флорентійський мореплавець на службі у французького короля Джованні да Верраццано дослідив узбережжя Північної Америки і зробив висновок, що це континент.
- Іспанський конкістадор Педро де Альварадо і Контрерас розпочав похід на гватемальське нагір'я, жорстоко придушуючи опір індіанців.
- У Нікарагуа засновано місто Ґранада.
- Шахом Ірану став десятирічний Тахмасп I.
- Бабур захопив Лахор, скориставшись повстанням місцевої знаті проти делійського султана Ібрагіма Лоді.

## Народились
Докладніше: Народилися 1524 року

## Померли
Докладніше: Померли 1524 року
- 24 грудня — У місті Кочін (Індія) у віці 55-и років помер Васко да Гама, португальський мореплавець, який першим відкрив морський шлях з Європи до Індії (1498).